# Ginivala, Sorab
Ginivala là một làng thuộc tehsil Sorab, huyện Shimoga, bang Karnataka, Ấn Độ.